# Saint-Martin-d'Estréaux
Saint-Martin-d'Estréaux este o comună în departamentul Loire din sud-estul Franței. În 2009 avea o populație de 902 de locuitori.

## Evoluția populației
| An        | 1975  | 1982  | 1990  | 1999 | 2006 | 2009 |
| --------- | ----- | ----- | ----- | ---- | ---- | ---- |
| Populație | 1.438 | 1.279 | 1.090 | 956  | 894  | 902  |